# Nowa cywilizacja
Nowa cywilizacja. Dwieście lat polskiej fantastyki naukowej – wydana w 1973 przez Wydawnictwo „Nasza Księgarnia” antologia polskich utworów fantastycznych. Wyboru tekstów dokonał i wstępem zbiór opatrzył Zbigniew Przyrowski, tom zilustrowali Alina i Daniel Mrozowie. 
Na antologię składa się 12 utworów mających zobrazować, wg podtytułu „dwieście lat polskiej fantastyki naukowej”. Pierwszym zamieszczonym utworem jest fragment powieści Ignacego Krasickiego Mikołaja Doświadczyńskiego przypadki, wydanej w 1776, najnowszym – Prawda Stanisława Lema z 1964. Połowę tekstów stanowią wybrane fragmenty powieści, którym tytuły nadał autor wyboru.

## Krytyka
Maciej Parowski pisze, że antologia „pokazała polską sf jako gatunek, który nie zaczął się wczoraj, lecz jest dobrze zakorzeniony w naszej kulturze”. Wojtek Sedeńko ocenia, że jest to wybór „najbardziej reprezentatywnych autorów w historii polskiej fantastyki”.

## Spis utworów
- Ignacy Krasicki – Wyspa Nipu (fragment powieści Mikołaja Doświadczyńskiego przypadki)
- Karol Libelt – Gra w szachy
- Sygurd Wiśniowski – Niewidzialny
- Bolesław Prus – Metale profesora Geista (fragment powieści Lalka)
- Władysław Umiński – Słońce na Ziemi (fragment powieści W nieznane światy)
- Antoni Lange – Władca czasu (ze zbioru W czwartym wymiarze)
- Jerzy Żuławski – Powrót na planetę praojców (fragment powieści Stara Ziemia)
- Stefan Grabiński – Problemat Czelawy (ze zbioru Szalony pątnik)
- Stefan Żeromski – Nowa cywilizacja (fragment powieści Przedwiośnie)
- Jan Karczewski – Trochę techniki, czyli automatyczny prezydent (fragment powieści Rok przestępny)
- Stanisław Lem – Prawda
- Konrad Fiałkowski – Biohazard